# Конструктор меблів

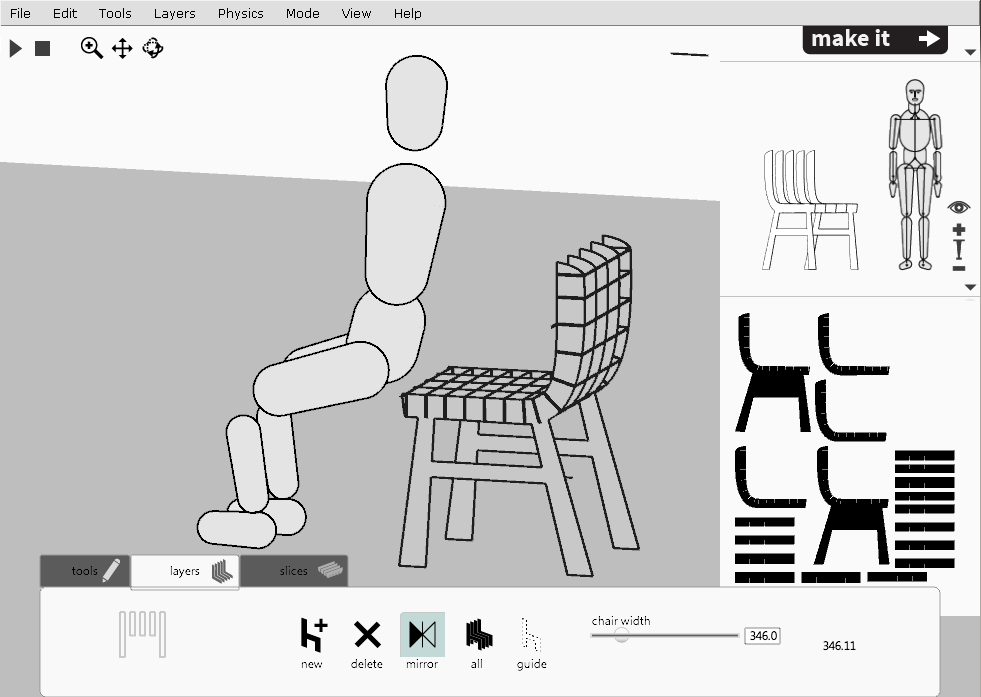
Модель стільця у SketchChair

Конструктор меблів — програмне забезпечення для дизайну та конструювання меблів, спеціалізований вид 2D і 3D САПР для меблевої промисловості.
Назва співзвучна з назвою професії людини, яка конструює меблі, і часто додають ще приставку "дизайнер-". Назва професії людей які безпосередньо виготовляють меблі: мебляр або меблевик, іноді з приставкою "столяр-".

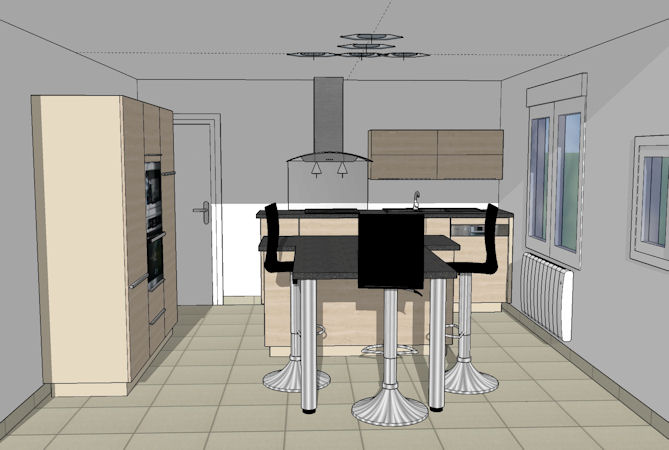
Конструювання меблів та планування кухні у SketchUp

## Можливості
- Проєктування корпусних меблів (різних типів шаф, тумб, письмових столів, ліжок, тощо);
- Майстри створення типових меблів на основі габаритних розмірів та основних характеристик (кількості полиць, дверцят, шухляд, тощо);
- Параметричне моделювання деталей меблів та всієї конструкції в цілому;
- Використання бібліотек моделей кріпильних виробів та меблевої фурнітури;
- Створення карт розкрою листових матеріалів (фанери, ДСП, ДВП тощо) для розкрійних CNC-верстатів;
- Автоматична генерація проєктної документації (витрат виробництва, набору креслень, квитанцій, інструкцій тощо);
- Створення 2D планів та віртуальної 3D кімнати для планування інтер'єру та компонування і підгонки розмірів меблів;
- Створення реалістичних або стилізованих рендерів спроєктованих меблів окремо або в інтер'єрі віртуальної кімнати. У деяких програмах додатково є можливість планування інтер'єру цілої квартири чи приватного будинку (зазвичай планувальники інтер'єру це окрема категорія програмного забезпечення САПР, бо вони у більшості використовують готові бібліотеки 3D моделей меблів, часто спрощених, і сфокусовані на створення візуалізації; серед вільних планувальників інтер'єру є програма Sweet Home 3D).

Деякі також надають можливість конструювання елементів приватних будинків (конструкцій дахів, веранд, каркасів стін, тощо), проте для проєктування великомасштабної архітектури використовують більш потужні САПР категорії AEC та BIM, такі як ArchiCAD та Ліра-САПР.

## Конструктори меблів
- PRO100 — комерційна програма для проєктування кухонних меблів, створена компанією «ÉCRU s.c.» (Краків, Польща)[6][7][8][9][10][11][12][13].
- lignumCAD — вільне програмне забезпечення для конструювання меблів, яке розроблялося компанією «lignum Computing, Inc.» (Паттерсонвіль, штат Нью-Йорк) на основі ядра OpenCASCADE та з графічним інтерфейсом на основі Qt3. У 2003 році розробка припинилася[14][15][16]. У 2015 році було створено форк в якому виправили помилки виявлені у попередніх версіях[17].
- IKEA Kitchen Planner — безкоштовна програма, яка трансформувалася в онлайн-сервіс для конструювання і замовлення виготовлення меблів, створена однойменною меблевою компанією (Делфт, Нідерланди)[18][19][20][21][22].
- SketchUp — програма та онлайн-сервіс, які початково не створювалися як конструктор меблів, проте набули популярності у домашніх майстрів для планування інтер'єрів та конструювання меблів[23][24]. Станом на 2023 рік у комерційних версіях SketchUp Pro та SketchUp Studio додано можливість встановлення додаткових інструментів для конструювання меблів[25][26].
- Blum Cabinet Configurator — онлайн-сервіс для конструювання та замовлення виготовлення меблів, створений однойменною меблевою компанією (Хьохст, Австрія).[27][28][29][30]
- FreeCAD — вільна 2D і 3D САПР загального призначення, для якої створено спеціальні доповнення, які додають інструменти для конструювання меблів:
  - Woodworking Workbench[31] — для конструювання меблів та інших столярних виробів;
  - Fasteners Workbensh — для швидкого встановлення кріпильних виробів;
  - OSH Automated Documentation Workbench[32] — для автоматичної генерації покрокової інструкції зі збирання виробів на основі створених 3D моделей збірок (розробку цього доповнення було профінансовано наданими грантами від Європейського фонду регіонального розвитку та Data Portability & Services Incubator в рамках Next Generation Internet ініціативи Європейської комісії)[33][34].
  - BIM Workbench — для архітектурного конструювання і планування та інформаційного моделювання будівель.
- SketchChair — вільне програмне забезпечення для швидкого дизайну меблів з фанери за принципом 3D-пазлів (без використання кріпильних виробів)[35][36]. Програма створена компанією «Diatom Studio» (Лондон, Велика Британія) у результаті краудфандингової кампанії[37] на платформі Kickstarter[38][39][40][41][42][43].

### Українські конструктори меблів
- Woody — комерційна програма створена компанією «InteAr Ltd.» (Київ, Україна), президентом якої був доктор технічних наук Костянтин Олександрович Сазонов[44][45][46]. У вересні 1995 року у США було відкрито дистриб'юторський підрозділ у вигляді дочірньої компанії «Almod Corp.» (Саннівейл, штат Каліфорнія). Для підготовки карт розкрою створено додаткову програму Sawyer (входить до складу інсталятора Woody). Останні оновлення на сайті дистриб'ютора були опубліковні у 2017 році, але сама програма не оновлювалася після 2012 і станом на 2023 рік офіційна сервісна підтримка не надається[47][48].
- 3D-Constructor — комерційне доповнення для САПР AutoCAD та BricsCAD для конструювання меблів, створене компанією «Елекран Софт» (Одеса, Україна)[49][50].
- Астра Конструктор Меблів — комерційна програма для конструювання меблів створена компанією «ТЕХНОС» (Миколаїв, Україна). Для підготовки та оптимізації карт розкрою створено програми Астра Розкрій (для розкрою прямокутних деталей) та Astra S-Nesting (для розкрою криволінійних деталей), які встановлюються окремо[51][52][53][54]. Станом на 2024, програма розвивається і оновлюється. Програма підтримує імпорт моделей меблів у форматі ASE.
- ViyarPro — онлайн-сервіс конструювання та замовлення виготовлення меблів створений меблевою компанією «ВіЯр» (Київ, Україна), який підтримує імпорт файлів проектів меблів створених у інших програмах[55][56].

## Цікаві факти
- KIFF (Київський міжнародний меблевий форум)[57] та Lisderevmash у Львові[58] є наймасштабнішими щорічними заходами присвяченими меблевій промисловості в Україні, де зокрема демонструється програмне забезпечення галузі, у тому числі й конструктори меблів[59][60].
- 25 березня 2022 року Українська Асоціація Меблевиків підтримала ініціативу[61] Opendatabot та Netpeak щодо заміщення російського програмного забезпечення у відповідь на повномасштабне вторгнення[62].
- 27 жовтня 2022 року в Національному університеті біоресурсів і природокористування України було проведено Всеукраїнський науково-практичний вебінар «Особливості проєктування меблів у різних програмах»[63].

## Рекомендована література
- Мебельщик за компьютером. Проект и раскрой за 20 минут // БУМ Технологий. МЕБЕЛЬ: независимый отраслевой журнал-справочник. - Днепропетровск: ЧП "БЕРЕГ", 2004. - 3(3). - С. 35.(рос.)
- Астра Конструктор Мебели. Урок 1 - Создаем кухонную секцию // БУМ Технологий. МЕБЕЛЬ: независимый отраслевой журнал-справочник. - Днепропетровск: ЧП "БЕРЕГ", 2004. - 4(4). - С. 29-31.(рос.)
- Астра Конструктор Мебели. Урок 2 - Раскрой заказа // БУМ Технологий. МЕБЕЛЬ: независимый отраслевой журнал-справочник. - Днепропетровск: ЧП "БЕРЕГ", 2004. - 5/6(5/6). - С. 42-43.(рос.)
- Астра Раскрой. Урок 3 - Редактирование карт раскроя // БУМ Технологий. МЕБЕЛЬ: независимый отраслевой журнал-справочник. - Днепропетровск: ЧП "БЕРЕГ", 2005. - 1(7). - С. 14-15.(рос.)
- Астра Раскрой. Урок 4 - Автоматический учет мерных отходов // БУМ Технологий. МЕБЕЛЬ: независимый отраслевой журнал-справочник. - Днепропетровск: ЧП "БЕРЕГ", 2005. - 2(8). - С. 26-27.(рос.)
- Астра Конструктор Мебели. Урок 5 - Установка фурнитуры изделия // БУМ Технологий. МЕБЕЛЬ: независимый отраслевой журнал-справочник. - Днепропетровск: ЧП "БЕРЕГ", 2005. - 3(9). - С. 16-17.(рос.)
- Підготовка майбутніх учителів до використання сучасних інформаційних технологій у процесі виготовлення саморобних приладів / О. Гервас // Збірник наукових праць Уманського державного педагогічного університету імені Павла Тичини. - 2012. - Вип. 4. - С. 73-80.
- Підготовка майбутніх учителів технологій і профільного навчання до використання САПР у проектуванні виробів із деревини / О. А. Герасименко, Ю. В. Фещук // Оновлення змісту, форм та методів навчання і виховання в закладах освіти. - 2013. - Вип. 7. - С. 41-45.
- Розробка проекту тумби засобами графічної програми PRO100 майбутніми вчителями технологій і профільного навчання / О. А. Герасименко, Ю. В. Фещук // Комп'ютерно-інтегровані технології: освіта, наука, виробництво. - Луцьк, 2015. - №19. - С. 189-192.
- Методика реалізації учителем технологій варіативного модуля "Технологія дизайну інтер'єра” / В. М. Бойчук // Науковий часопис Національного педагогічного університету імені М. П. Драгоманова. Серія 5 : Педагогічні науки: реалії та перспективи. - 2015. - Вип. 51. - С. 32-41.
- Методичні підходи в підготовці студентів до проектування меблів засобами графічної програми PRO100 / О. А. Герасименко, Ю. В. Фещук // Оновлення змісту, форм та методів навчання і виховання в закладах освіти. - 2015. - Вип. 11. - С. 233-239.
- Роль і місце дисципліни "Основи проектування і моделювання" в підготовці майбутніх учителів технологій / В. В. Соловей // Науковий часопис Національного педагогічного університету імені М. П. Драгоманова. Серія 5 : Педагогічні науки: реалії та перспективи. - 2016. - Вип. 54. - С. 190-196.
- Використання САПР у процесі підготовки майбутніх вчителів прикладної та технічної творчості / І. С. Вдовенко // Педагогіка та психологія. - 2016. - Вип. 54. - С. 146-153.
- Yu, Yunye (2017) "Designing Life: A Socio-cultural Analysis of IKEA Kitchen Planner and UX," Journal of Rhetoric, Professional Communication, and Globalization: Vol. 10: No. 1, Article 5.(англ.)
- Конструювання і моделювання меблевих наборів засобами графічної програми PRO100 майбутніми вчителями технологій і профільного навчання / О. А. Герасименко, Ю. В. Фещук // Комп'ютерно-інтегровані технології: освіта, наука, виробництво. - Луцьк, 2017. - №27. - С. 189-192.
- САПР PRO 100 в системі фахової підготовки вчителів трудового навчання та технологій / О. А. Герасименко, Ю. В. Фещук // Вісник Глухівського національного педагогічного університету імені Олександра Довженка. : Педагогічні науки. - 2018. - Вип. 2(1). - С. 60-66.
- Підготовка виробництва меблевих фасадів за допомогою сучасних CAM-систем / С. Бойко, А. Єрошенко, П. Ігнатенко // Технічні науки та технології. - 2018. - № 1. - С. 159-167.
- Особливості підготовки майбутніх учителів технологій засобами програми PRO100 / Ю. Сокотов, Т. Сорока, Г. Гаврищак, А. Уруський // Проблеми підготовки сучасного вчителя. - 2(24). - 2021. - С. 133-144.Помилка: Зазначено недійсний DOI!
- Параметрическое моделирование составных объектов при проектировании корпусной мебели / В. К. Партас, Д. В. Удовицький // Інновації в суднобудуванні та океанотехніці: XII Міжнародна науково-технічна конференція: матеріали. - Миколаїв: НУК, 2021. - С. 457-460.(рос.)
- Дизайн освітнього середовища закладу вищої освіти засобами системи автоматизованого проєктування PRO100 / О. А. Герасименко, Ю. В. Фещук // Нова педагогічна думка. - 2022. - № 3. - С. 24-31.